# Большая Верейка (река)
Большая Верейка (Верейка) — река в России, протекает в Воронежской области. Устье реки находится в 1468 км по правому берегу реки Дон. 
Длина реки составляет 45 км, площадь водосборного бассейна 435 км².
Берёт начало в пруду в селе Малая Верейка. На реке расположены населённые пункты Гремячье, Лебяжье, Большая Верейка, Нижняя Верейка.

## Данные водного реестра
По данным государственного водного реестра России относится к Донскому бассейновому округу, водохозяйственный участок реки — Дон от города Задонск до города Лиски, без рек Воронеж (от истока до Воронежского гидроузла) и Тихая Сосна, речной подбассейн реки — бассейны притоков Дона до впадения Хопра. Речной бассейн реки — Дон (российская часть бассейна).
По данным геоинформационной системы водохозяйственного районирования территории РФ, подготовленной Федеральным агентством водных ресурсов:
- Код водного объекта в государственном водном реестре — 05010100812107000002150
- Код по гидрологической изученности (ГИ) — 107000215
- Код бассейна — 05.01.01.008
- Номер тома по ГИ — 07
- Выпуск по ГИ — 0

### Притоки (км от устья)
- 23 км: река Быстрик (лв)
- 33 км: река Сухая Верейка (лв)